# Midsomer Norton
Midsomer Norton est une ville du Somerset, en Angleterre. La population comptait 14 083 habitants en 2021.

## Galerie

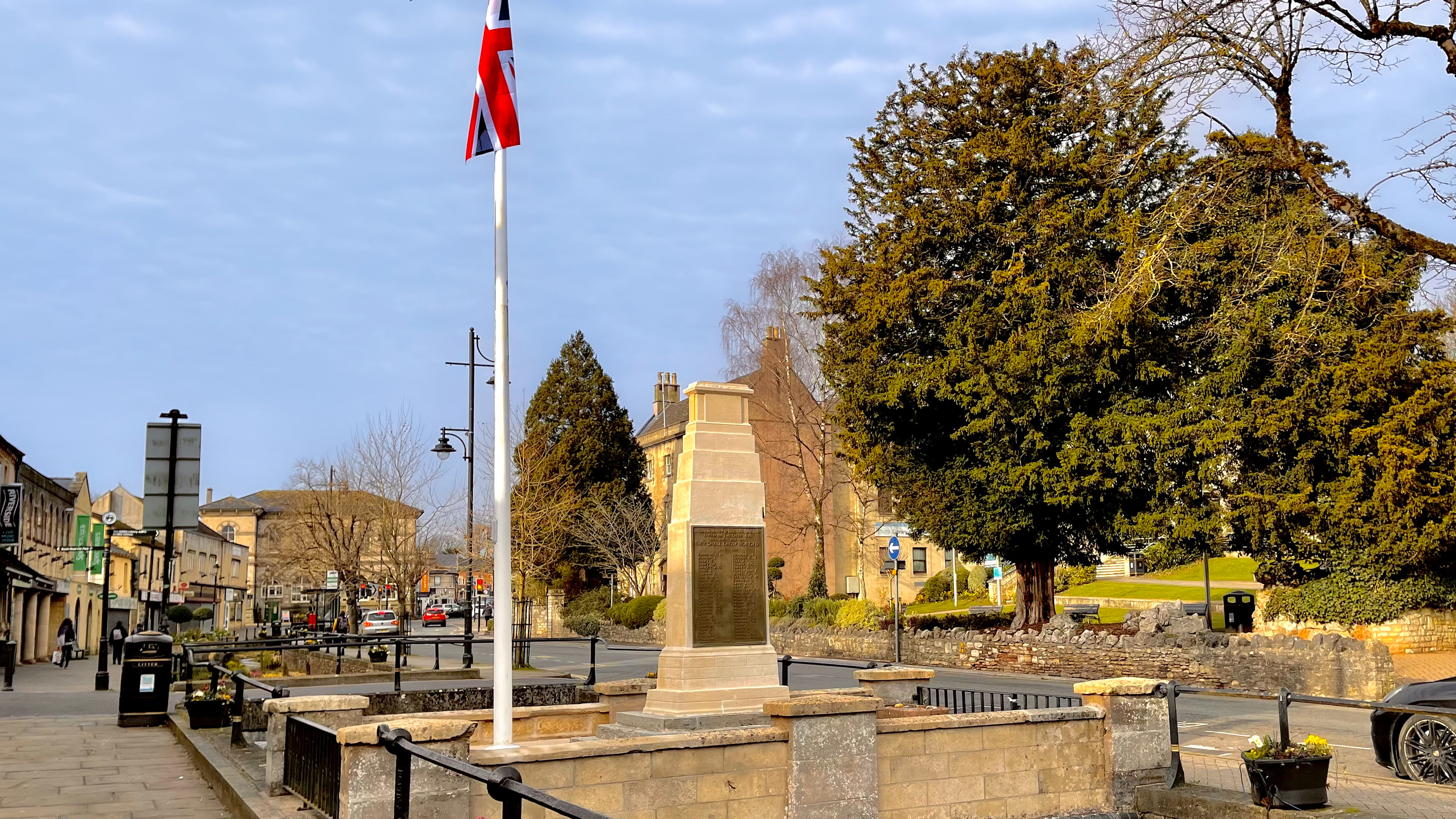
Le mémorial de la guerre à Midsomer Norton
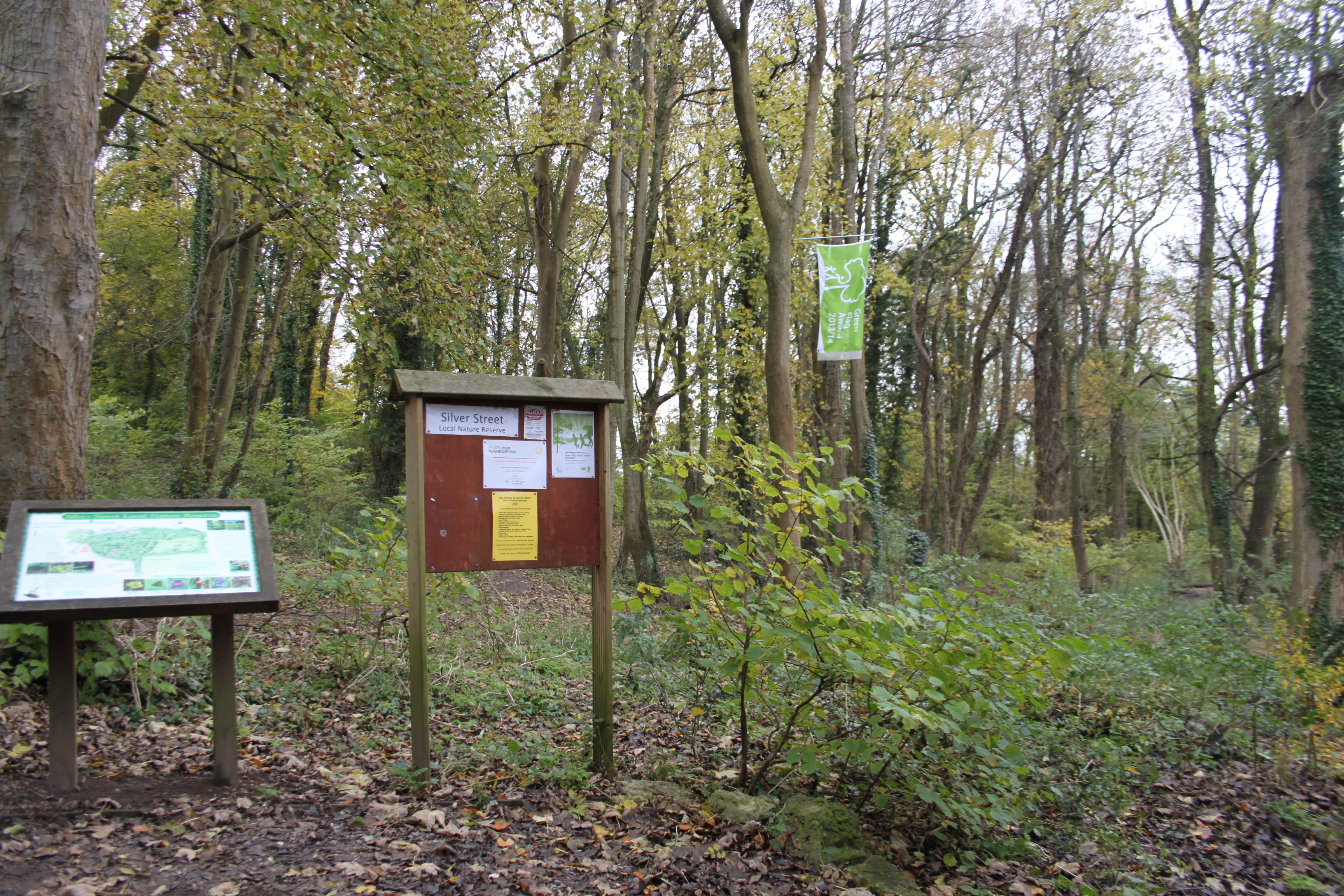
La réserve naturelle de Silver Street